# Every Little Thing She Does Is Magic
Every Little Thing She Does Is Magic è il secondo singolo (il primo fuori dal Regno Unito) estratto da Ghost in the Machine, il quarto album del gruppo musicale britannico The Police.

## Descrizione
Benché pubblicata nel 1981, la canzone fu scritta da Sting nel 1976. Una proto-versione acustica (registrata nel 1976) da lui eseguita è stata inclusa nell'album Police Academy degli Strontium 90.
La canzone ha raggiunto la prima posizione nella classifica britannica, e la terza negli Stati Uniti.
Sting la include in un suo periodo "romantico":
(Sting, Conferenza stampa negli Stati Uniti, 1982)
Una parte della seconda strofa fu inserita da Sting alla fine della canzone O My God nell'album Synchronicity:
Do I have to tell the story

Of a thousand rainy days since we first met?

It's a big enough umbrella

But it's always me that ends up getting wet.
Le stesse vennero poi riutilizzate nella canzone Seven Days inclusa nell'album solista di Sting Ten Summoner's Tales.

## Tracce
1. Every Little Thing She Does Is Magic – 4:05
2. Flexible Strategies – 3:44

## Formazione
- Sting - voce e basso
- Andy Summers - chitarra
- Stewart Copeland - batteria
- Jean Roussel - pianoforte, sintetizzatore

## Classifiche
| Classifica (1981)             | Posizione massima |
| ----------------------------- | ----------------- |
| Australia                     | 2                 |
| Belgio (Fiandre)              | 3                 |
| Canada                        | 1                 |
| Francia                       | 5                 |
| Germania                      | 21                |
| Irlanda                       | 1                 |
| Italia                        | 3                 |
| Norvegia                      | 5                 |
| Nuova Zelanda                 | 7                 |
| Paesi Bassi                   | 1                 |
| Regno Unito                   | 1                 |
| Stati Uniti                   | 3                 |
| Stati Uniti (mainstream rock) | 1                 |
| Sudafrica                     | 12                |